# Seongan-dong, Ulsan
Seongan-dong (koreanska: 성안동) är en stadsdel i staden Ulsan, i den sydöstra delen av Sydkorea, 300 km sydost om huvudstaden Seoul. Den ligger i stadsdistriktet Jung-gu. Stadsdelen hette före 2014 Bukjeong-dong (북정동).